# 阿尼克城堡

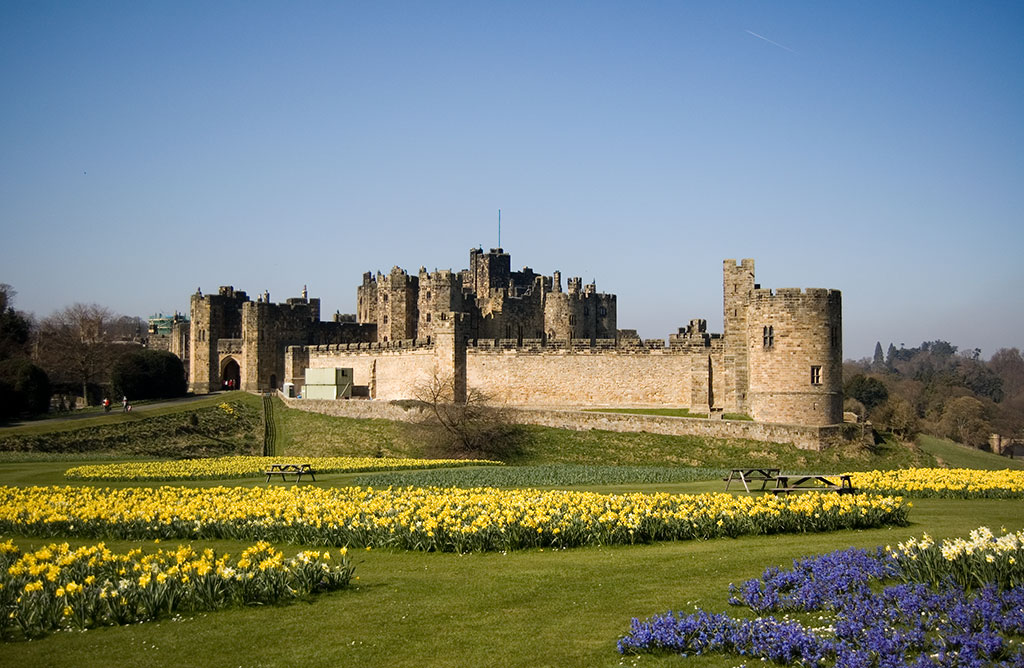
阿尼克城堡

阿尼克城堡 （Alnwick Castle） 是英國的一座城堡和鄉村別墅，位於英格蘭諾森伯蘭郡阿尼克。城堡始建於1096年，當時的建設目的是為了防止蘇格蘭人入侵。在16世紀和18世紀時，城堡曾進行過大規模翻修。哈利波特系列電影中的霍格華茲魔法學校就是在這裡取景的。城堡的附近還有阿尼克花園。

## 外部連結
- Alnwick Castle
- Alnwick Garden